# Hawkingovo sevanje
Hawkingovo sevanje je sevanje črnega telesa, ki ga domnevno sproščajo črne luknje zaradi kvantnih učinkov blizu njihovega dogodkovnega obzorja. Imenuje se po fiziku Stephenu Hawkingu, ki je razvil teoretični argument za njegov obstoj leta 1974.
Zahteva, da črne luknje izgubljajo energijo v širši vesoljski prostor, da zaradi tega lahko »izhlapevajo« in sevalni spekter sta oba rezultat analize toplotnega ravnovesja črne luknje, kombinirane z ekstremnimi učinki rdečega premika zelo blizu dogodkovnega obzorja, z nekaterimi obziri učinkov kvantne prepletenosti. Par navideznih delcev nastane takoj na zunanji strani dogodkovnega obzorja zaradi vsakdanjih kvantnomehanskih učinkov. Zelo blizu dogodkovnega obzorja, se ti pari vedno manifestirajo kot pari fotonov. Lahko se zgodi, da eden od teh fotonov prečka dogodkovno obzorje, drugi pa ubeži v širši vesoljski prostor (»v neskončnost«). Podrobna analiza pokaže, da eksponentni učinki rdečega premika ekstremne gravitacije zelo blizu dogodkovnega obzorja skoraj trgajo bežeči foton narazen in poleg tega ga tudi malo ojačijo. Zaradi ojačitve nastane »partnersko valovanje«, ki nosi negativno energijo in prehaja prek dogodkovnega obzorja, kjer ostaja ujeto, in zmanjša skupno energijo črne luknje. Ubežni foton doda enako količino pozitivne energije k širšemu vesoljskemu prostoru zunaj črne luknje. Na ta način nobena snov ali energija nikoli dejansko ne zapustita črne luknje same. Ohranitveni zakon obstaja za partnersko valovanje, ki v teoriji kaže, da emisije obsegajo eksaktni spekter črnega telesa, in ne nosijo nobenih informacij o stanjih notranjosti.
Hawkingovo sevanje zmanjšuje maso in vrtilno energijo črnih lukenj in zaradi tega v teoriji povzroča izhlapevanje črnih lukenj. Zaradi tega se bodo črne luknje, ki ne pridobivajo mase s kakšnimi drugimi načini, pričakovano skrčile in na koncu izginile. Za vse razen za najmanjše črne luknje se bo to zgodilo izjemno počasi. Sevalna temperatura je obratno sorazmerna z maso črne luknje, tako da so mikročrne luknje verjetno večji oddajniki sevanja kot večje črne luknje in se lahko hitreje razpršijo.

## Odkritje
Vladimir Gribov je v razgovoru z Jakovom Zeldovičem vztrajal, da bi morale črne luknje zaradi tunelskega pojava oddajati delce. Še pred objavo svojega dela je Hawking leta 1973 obiskal Moskvo in se srečal z Zeldovičem in Aleksejem Starobinskim. Prepričala sta ga, da bi morale vrteče črne luknje zaradi načela nedoločenosti kvantne mehanike tvoriti in oddajati delce. Ko je Hawking izvedel izračune, je na svoje presenečenje ugotovil, da tudi nevrteče črne luknje pridelujejo sevanje. Leta 1972 je Jacob Bekenstein domneval, da bi morale imeti črne luknje entropijo, istega leta pa je predlagal izreke odsotnosti las. Njegovo odkritje in rezultate je pohvalil Hawking, kar je zaradi tega formalizma tudi njega vodilo do razmišljanja o sevanju.